# 메이코마루
메이코마루（明光丸）는 에도 시대 말기에 기슈번이 소유한 스크루추진 증기선이다.

## 역사
분큐 원년1861년) 영국에서 건조되어 바하마 호(バハマ号)라고 이름붙여졌다.
겐지 원년(1864년) 10월, 영국 상인 토마스 글로버에게서 기슈번이 155,000달러로 구입, 메이코마루(明光丸)라고 개명하였다.
게이오 3년(1867년) 4월 23일 오후11시 즈음, 메이코마루와 이요 오즈 번소유 이로하마루가 도모노 항구(鞆の浦) 앞바다 무 섬(六島)부근에서 충돌하였다. 당시, 기슈 번은 나가사키에 새로 군함을 구입할 예정이었지만 문제가 생겨, 그 해결을 위해 메이코마루로 나가사키로 향하고 있었다. 다음날 24일 오전 6시 즈음, 도모노 항구에 입항하여 선장 다카야나기(高柳)가 사카모토 료마와 교섭하였지만 결렬, 27일 메이코마루는 나가사키로 향해 출항하였다. 그 후 기슈 번은 사쓰마번 고다이 도모아쓰에게 중개를 의뢰하여, 기슈 번이 배상금으로 7만량은 지불하는 것으로 화해하였다.